# Listă de scriitori georgieni
Aceasta este o listă de scriitori georgieni:

## A
- Alexander Abasheli
- Grigol Abashidze
- Irakli Abashidze
- Alexander Amilakhvari
- Chabua Amirejibi
- Shio Aragvispireli
- Archil of Imereti
- Lavrenti Ardaziani
- Lado Asatiani

## B
- Gerzel Baazov
- Nikoloz Baratashvili
- Vasil Barnovi
- Lasha Bugadze
- Zaza Burchuladze
- Besiki

## C
- Chakhrukhadze
- Irakli Charkviani
- Alexander Chavchavadze
- Ilia Chavchavadze
- Simon Chikovani
- Otar Chiladze
- Tamaz Chiladze
- Daniel Chonkadze

## D
- Demetre I
- Nodar Dumbadze
- Guram Dochanashvili

## E
- Ephrem Mtsire
- Giorgi Eristavi
- Rapiel Eristavi
- Anastasia Eristavi-Khoshtaria

## G
- Ekaterine Gabashvili
- Konstantine Gamsakhurdia
- Zviad Gamsakhurdia
- Mirza Gelovani
- Naira Gelashvili
- George the Hagiorite
- Iakob Gogebashvili
- Parsadan Gorgijanidze
- Levan Gotua
- Terenti Graneli
- Ioseb Grishashvili
- Petre Gruzinsky

## I
- Paolo Iashvili
- Ioane Petritsi
- Ioane-Zosime
- Otia Ioseliani

## J
- Mikheil Javakhishvili

## K
- Alexander Kazbegi
- Ana Kalandadze
- Leo Kiacheli
- David Kldiashvili
- Sergo Kldiashvili
- Nestan Kvinikadze

## L
- Giorgi Leonidze
- Niko Lomouri

## M
- Mukhran Machavariani
- David Magradze
- Giorgi Merchule
- Aka Morchiladze

## N
- Kolau Nadiradze

## O
- Alexander Orbeliani
- David Orbeliani
- Grigol Orbeliani
- Sulkhan-Saba Orbeliani
- Vakhtang Orbeliani
- Iza Orjonikidze

## P
- George Papashvily
- Vazha-Pshavela
- Moris Pothisvili

## R
- Guram Rcheulishvili
- Grigol Robakidze
- Shota Rustaveli

## S
- Stepane Mtbevari

## T
- Galaktion Tabidze
- Titsian Tabidze
- Nicholas Tchkotoua
- Avksenty Tsagareli
- Akaki Tsereteli
- Iakob Tsurtaveli
- David Turashvili

## V
- Vakhtang VI